# Sulighete
Sulighete – wieś w Rumunii, w okręgu Hunedoara, w gminie Șoimuș. W 2011 roku liczyła 268 mieszkańców.